# Хабаровский краевой театр юного зрителя

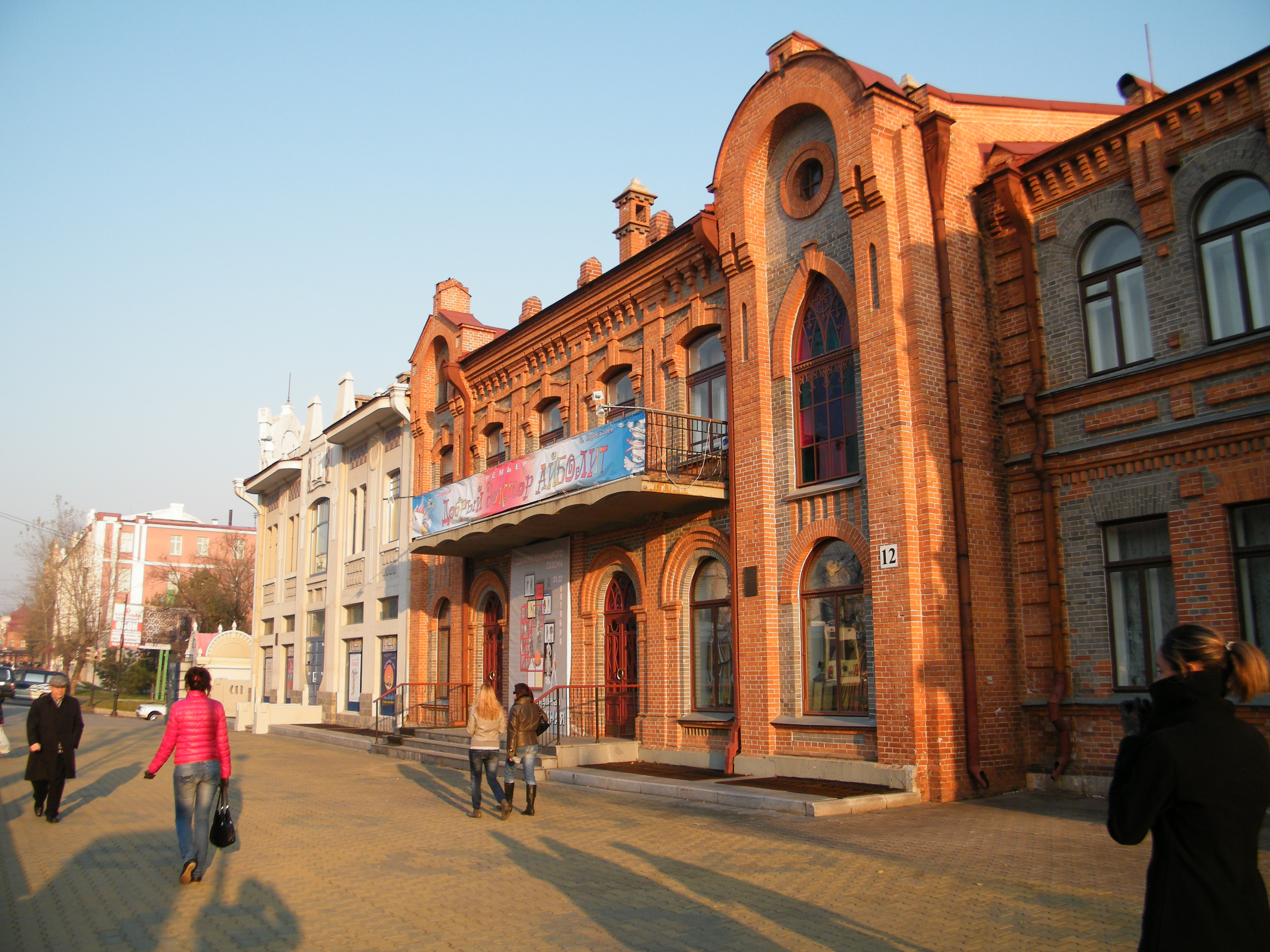
Хабаровск, театр юного зрителя

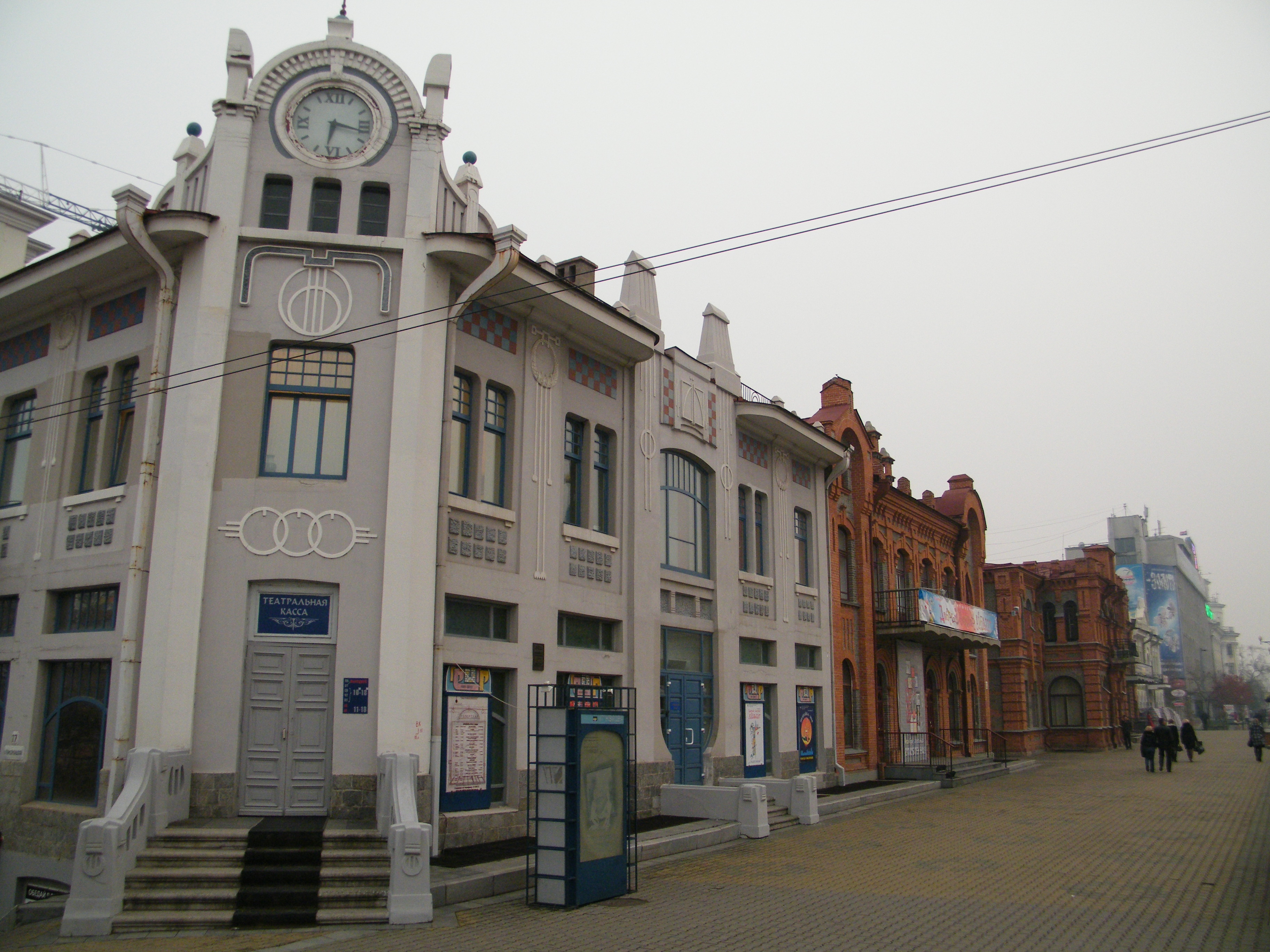
Хабаровск, театр юного зрителя

Хабаровский краевой театр юного зрителя имени Ленинского комсомола — детский театр в городе Хабаровск, занимающий два здания по улице Муравьёва-Амурского дома 10 и 12. Основан в 1944 году, с 2006 года, совместно краевым театром кукол, входит в состав Хабаровского краевого объединения детских театров.

## История
В 1940 году на гастроли по Дальнему Востоку была направлена труппа Ленинградского Нового театра, актёры которого решили создать в Хабаровске театр юного зрителя. Работа по созданию театра была продолжена и после отъезда труппы обратно в Ленинград в 1943 году, открылся театр 11 июня 1944 года патриотическим спектаклем «Осада Лейдена» по пьесе И. Штока. Поначалу он занимал небольшое помещение в своём современном здании (тогда здесь был Хабаровский Дом пионера и школьника им. Лаврентьева).
В 1961 году в честь 40-летия комсомольской организации Хабаровска и за большую работу по нравственному и эстетическому воспитанию театру было присвоено имя Ленинского комсомола.
С 2006 года театр вместе с краевым театром кукол, созданным в 1997 году, входит в состав Хабаровского краевого объединения детских театров.

## Здание
Театр занимает два здания в историческом центре города, оба здания являются объектами исторического и культурного наследия федерального значения:
- Здание Общественного собрания, 1901 г. улица Муравьёва-Амурского, 10
- Доходный дом Кровякова, 1899 г., 1911 г. улица Муравьёва-Амурского, 12

## Технические характеристики
- Количество мест в зрительном зале — 247[2]
- ширина зеркала сцены — 6,0 м
- высота зеркала сцены — 5,5 м
- количество штанкетных подъёмов — 9 шт

## Награды
- Премия Правительства Российской Федерации за лучшую театральную постановку по произведениям русской классики (17 декабря 2021 года) — за постановку «Два брата» (по сказке Е.Л.Шварца)[3].